# Un malheur n'arrive jamais seul
Un malheur n'arrive jamais seul, venut als Estats Units com a Misfortune Never Comes Alone i a la Gran Bretanya com a Accidents Never Happen Singly, és un curtmetratge mut francès del 1903 dirigit per Georges Méliès. Va ser venut per la Star Film Company de Méliès i està numerat el 451–452 als seus catàlegs.

## Sinopsi
Davant d'un cos de guàrdia, un home està de guàrdia. Arriben els transeünts, es deixa un cotxe de bombers. Un home repara un fanal. El guàrdia s'adorm, un bromista substitueix la seva pistola per la llança d'aigua. Aleshores passa un superior de la guàrdia i desperta el desgraciat adormit. Esporuguit, agita la seva llança, que enfonsa el superior i assota el reparador de llums. El llum cau sobre l'oficial, el reparador juga amb la seva llança sobre els habitants de la caseta i els guàrdies. Finalment aconsegueix pujar per la façana i entrar a un apartament, després escapar. Després fan caure una Columna Morris.

## Producció
Méliès interpreta el fanaler de la pel·lícula, que es va fer l'hivern de 1902-1903. La columna publicitària que es veu a la pel·lícula inclou dos anuncis per al mateix Méliès, i un per a Chocolat Menier. Els efectes especials de la pel·lícula es creen amb escamoteigs.